# Oertli (Familie)
Die Oertli sind eine Müller- und Bäckerfamilie von Teufen im Schweizer Kanton Appenzell Ausserrhoden, aus der mehrere Ärzte und Landesbeamte hervorgingen.

## Geschichte
Auf den wohlhabenden Müller und Mühlenbauer Jakob Oertli, geboren 1657, zu dessen Vorfahren angeblich drei Generationen Gemeindehauptleute gehörten, folgten vier Generationen, die Landesämter bekleideten. Dazu gehörte die dreimalige Besetzung des Landammann-Amts. Zwischen 1731 und 1853 waren die Oertli während insgesamt 40 Jahren in der Kantonsregierung vertreten, unter anderem mit Johann Conrad Oertli, Johann Konrad Oertli und Matthias Oertli.
Im Gefolge des Landhandels wurde im Jahr 1733 mit Matthias Oertli, geboren 1691, der erste Landesbeamte der Familie abgesetzt. Beruflich stiegen die Oertli vom Müller zum Tierarzt und zum akademisch gebildeten Arzt auf. Sie gehörten im 19. Jahrhundert zu den treibenden Kräften des Liberalismus.